# ジョヴァンニ・トゥルペー
ジョヴァンニ・トゥルペー（Giovanni Troupée、1998年3月20日 - ）は、オランダ・アムステルダム出身のサッカー選手。PFKロコモティフ・プロヴディフ所属。ポジションはDF。

## 経歴

### クラブ
FCユトレヒトで2015年5月17日に対フィテッセ戦にてプロデビューした。2016-17シーズン、新たにユトレヒトの指揮官に就任したエリック・テン・ハフによって右SBのレギュラーに据えられ、リーグ戦31試合3得点を記録した。2018年8月28日、ADOデン・ハーグに1シーズンのレンタルで移籍した
2019-20シーズン、ユトレヒトに復帰したが、居場所はなくFCトゥウェンテにレンタルした。2021年6月に完全移籍となり、1年契約を結んだ。
2022年12月20日、PFKロコモティフ・プロヴディフに1年半契約で移籍した。

### 代表
2023年、キュラソー代表に招集され、3月28日のアルゼンチン代表との親善試合でA代表初出場。